# 中華民國總統府戰略顧問
中華民國總統府戰略顧問，簡稱戰略顧問，是中華民國總統府依《中華民國總統府組織法》規定設置「戰略顧問」一職，由總統任命的上將級顧問，以十五人為上限，專門向總統提供意見、諮詢關於國防戰略事項。

## 法源
《中華民國總統府組織法》第十六條：「總統府置戰略顧問十五人，上將，由總統任命之，對於戰略及有關國防事項，得向總統提供意見，並備諮詢。」

## 历史
1946年6月，國民政府軍事委員會改组为国防部，军事参议院暂隶于國民政府。1946年11月，国民政府决定设立战略顾问委员会，军事参议院同时被裁撤。1947年5月12日正式成立战略顾问委员会。1948年3月23日《中華民國總統府組織法》第二十五條“總統府設國策顧問委員會及戰略顧問委員會，其組織均另以法律定之。”

## 蔣中正總統時期
战略顾问委员会主任
1. 何应钦
2. 白崇禧
3. 何应钦

1947年委员
于学忠 鹿钟麟 杨杰 陈济棠 陈绍宽 黄绍竑 刘峙 卫立煌 蒋鼎文 賀耀組 何键 张发奎 熊式辉
1948年增补委员：
邹作华 万耀煌 刘士毅 唐式遵 刘茂恩 姚琮 孙蔚如 蒋光鼐 王东原 薛岳 唐生智 陈继承 刘建绪 王懋功 熊斌
49年增补委员：
黄琪翔 刘斐
- 白崇禧，陸軍一級上將，曾任總統府戰略顧問委員會副主任委員。
- 陳濟棠，字伯南，漢族客家人，中華民國陸軍一級上將，前廣東省政府主席與海南特別行政區首任行政長官，曾長期主政廣東，政治上與南京中央政府分庭抗禮，經濟、文化與市政建設方面頗有建樹，有「南天王」的綽號。主政廣東時，廣州工商業和市政建設成績卓著，為廣州打下現代化基礎。
- 黄鎮球，號劍靈，廣東省梅縣人，保定軍官學校第六期步兵科畢業。曾任總統府戰略顧問（1948年-1950年4月）、總統府戰略顧問委員會副主任（1962年11月22日-1972年5月19日）。
- 薛岳，原名薛仰岳，字伯陵，廣東韶關人，保定陸軍軍官學校第六期。曾任總統府戰略顧問（1950年）。
- 顧祝同，字墨三，江蘇省漣水縣人，保定陸軍軍官學校第六期步科畢業。曾任戰略顧問委員會副主任、總統府戰略顧問（1972年5月19日-1987年1月17日）。
- 郭寄嶠，原名光霱，安徽合肥人，保定陸軍軍官學校第九期砲兵科畢業。曾任總統府國策顧問（1972年5月29日-1996年5月19日）。
- 黃杰，黃埔軍校第一期步科。（1972年6月-?）
- 劉詠堯，黃埔軍校第一期，中華民國陸軍一級上將。[3]
- 羅列，號冷梅，福建長汀人，黄埔軍校第四期畢業。曾任總統府戰略顧問、國策顧問。
- 王仲廉，黃埔軍校第一期，中華民國陸軍中將。
- 劉國運，黃埔軍校第六期，中華民國陸軍二級上將。
- 于豪章，中華民國陸軍二級上將，祖籍江蘇淮安，是史上最年輕的中華民國陸軍總司令，就任時年僅51歲，也是「嘉禾案」這項陸軍軍制改革計畫的實際構思者與推行者。1974年12月27日「昌平演習」期間因墜機意外而殘廢，辭職陸軍總司令，改任總統府戰略顧問與國策顧問。

## 蔣經國總統時期
- 有給職：3人
  - 劉詠堯、黃杰、高魁元

## 李登輝總統時期
- 有給職：4人
  - 顧崇廉、黃幸強、劉和謙、王若愚

## 陳水扁總統時期
- 有給職：15人
  - 霍守業、羅本立、高魁元、陳燊齡、劉和謙、曹文生、謝建東、陳鎮湘、戴伯特、苗永慶、陳體端、李天羽、陳邦治、季麟連、陳國祥、胡鎮埔

## 馬英九總統時期
- 有給職：11人
  - 陳燊齡、劉和謙、霍守業、林鎮夷、高魁元、季麟連、余連發、曾金陵、楊天嘯、陳國祥、彭進明、彭勝竹、吳達澎、金乃傑、陳永康[4]、雷玉其

## 蔡英文總統時期
- 有給職：11人
  - 霍守業、林鎮夷、熊厚基、王信龍、鄭德美、蒲澤春、吳萬教、張冠群、張哲平
  - 任內逝世：陳燊齡、劉和謙

## 賴清德總統時期
- 現任有給職：3人
  - 霍守業、林鎮夷、劉任遠
- 屆齡退伍：2人
  - 熊厚基、王信龍

## 外部連結
- （繁體中文）中華民國總統府戰略顧問（页面存档备份，存于）